# Modello di organizzazione e gestione
Il modello di organizzazione e gestione (o "modello ex d.lgs. n. 231/2001"), ai sensi della legge italiana, indica un modello organizzativo adottato da persona giuridica, o associazione priva di personalità giuridica, volto a prevenire la responsabilità amministrativa degli enti:  (cfr. titolo del D.lgs. 231/01).
La sua definizione è fornita principalmente all'interno dell'articolo 6 del Decreto legislativo 8 giugno 2001, n. 231.
Tale normativa, avente ad oggetto la “Disciplina della responsabilità amministrativa delle persone giuridiche, delle società e delle associazioni anche prive di personalità giuridica”, in vigore dal 4 luglio 2001, ha introdotto nell'ordinamento italiano, in conformità a quanto previsto anche a livello europeo, un nuovo regime di responsabilità denominata “da reato”, derivante dalla commissione o tentata commissione di determinate fattispecie di reato nell'interesse o a vantaggio degli enti stessi.

## Nozione e genesi dell'istituto
In merito alla natura di tale responsabilità è opportuno riportare quanto puntualizzato nella relazione governativa al predetto decreto: “Tale responsabilità, poiché conseguente da reato e legata (per espressa volontà della legge delega) alle garanzie del processo penale, diverge in non pochi punti dal paradigma di illecito amministrativo ormai classicamente desunto dalla L. 689 del 1981. Con la conseguenza di dar luogo alla nascita di un tertium genus che coniuga i tratti essenziali del sistema penale e di quello amministrativo nel tentativo di contemperare le ragioni dell'efficacia preventiva con quelle, ancor più ineludibili, della massima garanzia.”
La responsabilità ex D. Lgs. n. 231 si affianca alla responsabilità penale della persona fisica che ha commesso il reato. L'introduzione di questo nuovo ed autonomo tipo di responsabilità consente di colpire direttamente il patrimonio degli enti che abbiano tratto un vantaggio dalla commissione di determinati reati da parte delle persone fisiche autori materiali dell'illecito penalmente rilevante – che “impersonano” la società o che operano, comunque, nell'interesse di quest'ultimo.
Le fattispecie di reato che – in base al Decreto Legislativo n. 231/2001 e sue integrazioni – possono configurare la responsabilità amministrativa della società sono soltanto quelle espressamente elencate dal legislatore, in tempi successivi e in via di ulteriore implementazione.

## Disciplina generale
Secondo il D.Lgs. n. 231/2001, la società è responsabile per i reati commessi nel suo interesse o a suo vantaggio:
- da “persone che rivestono funzioni di rappresentanza, di amministrazione o di direzione dell’ente o di una sua unità organizzativa dotata di autonomia finanziaria e funzionale nonché da persone che esercitano, anche di fatto, la gestione e il controllo dell'ente stesso” (cosiddetti soggetti in posizione apicale o apicali);[2]
- da persone sottoposte alla direzione o alla vigilanza di uno dei soggetti in posizione apicale (cosiddetti soggetti sottoposti all'altrui direzione);[3]

La società non risponde, per espressa previsione legislativa (art. 5, comma 2, D.Lgs. n. 231/2001), se le persone indicate hanno agito nell'interesse esclusivo proprio o di terzi.
Le sanzioni previste dalla legge a carico della società in conseguenza della commissione o tentata commissione degli specifici reati sopra menzionati sono indicate nella Sezione II del D. Lgs. n. 231 / 2001 (artt. da 9 a 23) e consistono in:
- sanzione pecuniaria, applicata secondo quote;
- sanzioni interdittive, applicabili anche come misura cautelare, aventi a oggetto la specifica attività alla quale si riferisce l'illecito dell'ente. Sono di durata non inferiore a tre mesi e non superiore a due anni e possono consistere in:
- interdizione dall'esercizio dell'attività;
- in dipendenza dall'interdizione all'esercizio di un'attività, sospensione o revoca delle autorizzazioni, licenze o concessioni funzionali alla commissione dell'illecito,
- divieto di contrattare con la Pubblica Amministrazione;
- esclusione da agevolazioni, finanziamenti, contributi o sussidi ed eventuale revoca di quelli concessi;
- divieto di pubblicizzare beni o servizi;
- confisca del prezzo o del profitto che la società ha tratto dal reato (e sequestro conservativo, in sede cautelare);
- pubblicazione della sentenza di condanna, che può essere disposta in caso di applicazione di una sanzione interdittiva.

Le sanzioni dell'interdizione dell'esercizio dell'attività, del divieto di contrattare con la Pubblica Amministrazione e del divieto di pubblicizzare beni o servizi possono essere applicate – nei casi più gravi – in via definitiva (art. 16 D. Lgs. N. 231/2001).
È inoltre possibile il commissariamento dell'ente, ai sensi dell'art. 15 D. Lgs. n. 231/2001:
“Se sussistono i presupposti per l'applicazione di una sanzione interdittiva che determina l'interruzione dell'attività dell'ente, il giudice, in luogo dell'applicazione della sanzione, dispone la prosecuzione dell'attività dell'ente da parte di un commissario per un periodo pari alla durata della pena interdittiva che sarebbe stata applicata, quando ricorre almeno una delle seguenti condizioni:
a) l'ente svolge un pubblico servizio o un servizio di pubblica necessità la cui interruzione può provocare un grave pregiudizio alla collettività;
b) l'interruzione dell'attività dell'ente può provocare, tenuto conto delle sue dimensioni e delle condizioni economiche del territorio in cui è situato, rilevanti ripercussioni sull'occupazione. …(omissis)…”
L'art. 6 del D. Lgs. n. 231/2001 prevede che la società possa essere esonerata dalla responsabilità conseguente alla commissione dei reati indicati se prova che:
a) l'organo dirigente ha adottato ed efficacemente attuato, prima della commissione del fatto, modelli idonei a prevenire reati della specie di quelli verificatisi;
b) il compito di vigilare sul funzionamento, l'efficacia e l'osservanza dei modelli nonché di curare il loro aggiornamento è stato affidato ad un organismo dell'ente dotato di autonomi poteri di iniziativa e controllo, il cosiddetto organismo di vigilanza;
c) le persone fisiche hanno commesso il reato eludendo fraudolentemente i modelli di organizzazione e di gestione;
d) non vi sia stata omessa o insufficiente vigilanza da parte dell'organismo di cui alla precedente lettera b).

## Contenuto e finalità
Il Decreto Legislativo n. 231/2001 definisce (art. 6, comma 2) il contenuto dei modelli di organizzazione e di gestione prevedendo che gli stessi devono rispondere – in relazione all'estensione dei poteri delegati ed al rischio di commissione dei reati – alle seguenti esigenze:
- individuare le attività nel cui ambito possono essere commessi i reati;
- predisporre specifici protocolli diretti a programmare la formazione e l'attuazione delle decisioni della società in relazione ai reati da prevenire;
- individuare modalità di gestione delle risorse finanziarie idonee ad impedire la commissione di tali reati;
- prevedere obblighi di informazione nei confronti dell'organismo deputato a vigilare sul funzionamento e sull'osservanza del modello organizzativo;
- introdurre un sistema disciplinare idoneo a sanzionare il mancato rispetto delle misure indicate nel modello organizzativo.

Nell'ipotesi particolare che il reato sia commesso dai soggetti sottoposti all'altrui direzione, la società non risponde se dimostra che alla commissione del reato non ha contribuito l'inosservanza degli obblighi di direzione o vigilanza.
In ogni caso, anche in questa ipotesi, la responsabilità è esclusa se la società, prima della commissione del reato, ha adottato ed efficacemente attuato un modello di organizzazione, gestione e controllo idoneo a prevenire i reati della specie di quello verificatosi. È opportuno in ogni caso precisare che l'accertamento della responsabilità della società, attribuito al giudice penale, avviene (oltre all'apertura di un processo ad hoc nel quale l'ente viene parificato alla persona fisica imputata) mediante:
- la verifica della sussistenza del reato presupposto per la responsabilità della società;
- il sindacato di idoneità sui modelli organizzativi adottati.